# زمرة إفريز
زمرة إفريز  أو الزمرة الافريزية هي مفهوم رياضي لتصنيف تصاميم متكررة باتجاه واحد على سطح ثنائي الأبعاد تعتمد على تناظر النمط. وتستعمل هذه التصاميم، في العادة، في مجالات الهندسة المعمارية وفن الزخرفات. والبحث الرياضي في هذا الموضوع يظهر وجود سبعة أنواع مختلفة يمكن تشكيلها لهذه الأنماط. اما مجال دراسة المجموعات الأفريزية في فضاء ثلاثي الأبعاد فيسمى مجموعة ورق الجدران. وتصور المجموعات الأفريزية بشكل مبسط كأنماط متكررة بانتظام للشكل المعين.

## وصف للمجموعات السبعة
ملخص المجموعات السبعة:
1. T: انزلاق فقط.
2. TG: انعكاس انزلاقي.
3. THG: انزلاق، انعكاس افقي على خط، وانعكاس انزلاقي.
4. TV: انزلاق ثم انعكاس خطي عامودي.
5. TR: انزلاق ثم دوران 180°.
6. TRVG: انزلاق، دوران 180°، انعكاس خطي عامودي، انزلاق عامودي.
7. TRHVG: انزلاق، دوران 180°، انعكاس خطي عامودي، انعكاس خطي أفقي، انزلاق عامودي.